# Багайоко, Мамаду
Мамаду Багайоко (англ. Mamadou Bagayoko; род. 31 декабря 1989, Абиджан) — ивуарийский футболист, полузащитник клуба «Ребек» и национальной сборной Кот-д’Ивуара. Участник летних Олимпийских игр 2008 года.

## Биография
Мамаду Багайоко родился 31 декабря 1989 года в ивуарийском городе Абиджан.

### Клубная карьера
Начал профессиональную карьеру в клубе чемпионата Кот-д’Ивуара — «Африка Спорт». В 2008 году перешёл в стан словацкого клуба «Слован» из Братиславы. В январе 2009 года был отдан в полугодичную аренду в «Петржалку». В чемпионате Словакии дебютировал 18 марта 2009 года в матче против «Дубницы» (3:0). Всего в составе команды провёл 7 игр в чемпионате и вернулся обратно в «Слован». В «Словане» дебютировал 16 сентября 2009 года в матче против «Жилины» (2:1). В своём первом сезоне вместе с командой стал обладателем серебряных наград чемпионата и обладателем Кубка Словакии. 27 августа 2009 года дебютировал в еврокубках, в матче раунда плей-офф Лиги Европы против амстердамского «Аякса» (1:2).
В сезоне 2010/11 Слован стал победителем чемпионата и Кубка. В матче за Суперкубок Словакии, 4 июля 2010 года команда уступила «Жилине» в серии пенальти (1:1 основное время и 2:4 по пенальти). В сезоне 2011/12 команда дошла до группового этапа Лиги Европы, где «Слован» уступил таким клубам как французский «Пари Сен-Жермен», австрийский «Ред Булл» и испанский «Атлетик Бильбао». Багайоко принял участие в 7 играх группового турнира. В чемпионате «Слован» стал бронзовым призёром, уступив «Спартаку» из Трнавы и «Жилине».
В двух последующих сезонах вместе с командой становился чемпионом Словакии, побеждал в Кубке Словакии 2012/13 и доходил до финала Кубка в сезоне 2013/14. В сезоне 2014/15 играл лишь в осенней части. Всего же за «Слован» в чемпионате провёл 124 матча, забив 4 гола, в еврокубках в составе словацкого коллектива он провёл 22 игры.
Летом 2015 года подписал годичный контракт с бельгийским «Сент-Трюйденом» с возможностью продлить его ещё на один год. В чемпионате Бельгии дебютировал 24 июля 2015 года в матче против «Брюгге» (2:1).

### Карьера в сборной
Трижды участвовал на турнире в Тулоне. В 2007 году и 2008 году становился бронзовым призёром турнира, а в 2010 году стал победителем турнира.
В августе 2008 году главный тренер олимпийской сборной Кот-д’Ивуара Жерар Жили вызвал Мамаду на летние Олимпийские игры в Пекине. В команде он получил 12 номер. В своей группе ивуарийцы заняли второе место, уступив Аргентине, обогнав Австралию и Сербию. В четвертьфинальной игре Кот-д’Ивуар уступил Нигерии со счётом (0:2). Багайоко сыграл во всех четырёх играх.
В составе национальной сборной Кот-д’Ивуара дебютировал 6 сентября 2015 года в матче квалификации на Кубок африканских наций 2017 против Сьерра-Леоне (0:0).

## Достижения
- Чемпион Словакии (3): 2010/11, 2012/13, 2013/14
- Серебряный призёр чемпионата Словакии: 2009/10
- Бронзовый призёр чемпионата Словакии (2): 2011/12, 2014/15
- Обладатель Кубка Словакии (3): 2009/10, 2010/11, 2012/13
- Финалист Кубка Словакии: 2013/14